# Left Behind
Left Behind – utwór amerykańskiego zespołu muzycznego Slipknot, będący pierwszym singlem z drugiego albumu studyjnego zespołu, Iowa. Został wydany 29 października 2001 roku nakładem Roadrunner Records.

## Opis
Utwór pierwotnie nosił roboczy tytuł „Lust Disease”. Do napisania tekstu utworu wokalistę Slipknota Coreya Taylora zainspirował okres, w którym był bezdomny i mieszkał pod mostem w Des Moines, swoim rodzinnym mieście. Jak sam wspominał w wywiadzie dla telewizji VH1: 

„Left Behind” to piosenka o naprawdę trudnym okresie mojego życia – byłem bezdomny… To zabawne, ilu ludzi spotykasz, gdy jesteś bezdomny… Dowiadujesz się o nich tak wiele i tak bardzo na nich polegasz, a potem, gdy coś zaczyna się zmieniać w twoim życiu, te twarze znikają i przepadają. (...). [Piosenka] opowiada o pozostawieniu za sobą życia, które składa się na twoją przeszłość.

## Odbiór
W numerze magazynu Kerrang! z 23 czerwca 2001 roku można przeczytać o utworze „Left Behind”, że „jest znacznie bardziej melodyjny niż reszta albumu, zapewniając krótką chwilę wytchnienia od otwartej złośliwości w innych miejscach albumu.”. Redakcja strony internetowej Loudwire umieściła utwór na 8. miejscu stworzonej przez siebie listy 10. najlepszych piosenek Slipknota (10 Best Slipknot Songs), jednocześnie uznając go za „jeden z wyróżniających się utworów Slipknota, ponieważ pokazuje troskę zespołu o melodię i talent do jej tworzenia, bez utraty mięsistego, metalowego tonu.”. Dziennikarze Loudwire przyznali także utworowi 15. miejsce na liście najlepszych piosenek hardrockowych XXI wieku (Top 21st Century Hard Rock Songs) dodając: „Dzięki szaleńczym rytmom perkusji, bardzo szybkim riffom i jadowitym krzykom Coreya Taylora, XXI wiek zaczął moshować wraz z wydaniem tego utworu.”. Redakcja serwisu Loudersound przyznała „Left Behind” 16. miejsce na liście 50. najlepszych piosenek Slipknota w historii (The Top 50 best Slipknot songs ever) własnego autorstwa, a w opisie utworu napisała: „Iowa to zdecydowanie najbrutalniejszy album zespołu, ale Left Behind to jego najbardziej przystępny moment – zwrotki i refreny przepełnione są genialnymi melodiami Coreya, nawet jeśli neutralizuje je jego równie brzęczący, surowy wokal.”.
W 2002 roku „Left Behind” był nominowany do nagrody Grammy w kategorii Best Metal Performance, jednak przegrał z utworem „Schism” zespołu Tool.

## Teledysk
Teledysk do utworu powstał w 2001 roku, a za jego reżyserię odpowiadał Dave Meyers. Akcja teledysku zaczyna się od momentu, jak zaniedbany chłopiec wysiada ze szkolnego autobusu i idzie do sklepu mięsnego, który, jak się okazuje, jest jego miejscem pracy. Tam przebiera się w strój rzeźnika i z wymalowaną na twarzy ciekawością idzie do zamrażarki pełnej tusz zwierzęcych, na co niespokojnym wzrokiem patrzy właściciel sklepu. Następnie chłopiec bierze do ręki nóż rzeźnicki, na który patrzy z zachwytem, i gwałtownie kroi wybrany kawał mięsa. Później chłopiec pokazany jest jak w swoim zrujnowanym domu idzie nalać do miski z płatkami śniadaniowymi brudnej, mętnej wody z kranu, po czym zaczyna jeść zawartość miski. W pewnym momencie grupka chłopców na zewnątrz rzuca kamieniem w okno domu głównego bohatera i zaczyna padać deszcz. Na przestrzeni całego teledysku sceny z życia chłopca przeplatają się z występem zespołu Slipknot na polanie w martwym lesie. Podczas występu muzyków ukazana jest też koza, której wizerunek widnieje na okładce albumu Iowa.
Powstała także wersja reżyserska teledysku. Została ona zamieszczona na wydanym w 2002 roku albumie wideo Disasterpieces.

## Lista utworów
Opracowano na podstawie materiału źródłowego.
Wydanie CD europejskie (Roadrunner 23 20335-5), CD australijskie (Roadrunner 23 20335-5), CD polskie (Metal Mind MASI CD 0040 DG) i CD japońskie (Roadrunner RRCY-19026)
| Nr | Tytuł utworu                         | Długość |
| -- | ------------------------------------ | ------- |
| 1. | „Left Behind”                        | 4:04    |
| 2. | „Liberate (Live)”                    | 4:27    |
| 3. | „Surfacing (Live)”                   | 5:10    |
| 4. | „Video Left Behind (Director’s Cut)” | 3:43    |
|    |                                      | 17:24   |

Wydanie winyl 7” holenderskie promo (Roadrunner 23 203357)
| Nr | Tytuł utworu      | Długość |
| -- | ----------------- | ------- |
| 1. | „Left Behind”     | 4:04    |
| 2. | „Liberate (Live)” | 4:27    |
|    |                   | 8:31    |

Wydanie CD amerykańskie promo (Roadrunner RR PROMO 602)
| Nr | Tytuł utworu                            | Długość |
| -- | --------------------------------------- | ------- |
| 1. | „Left Behind (Alternate Version)”       | 3:40    |
| 2. | „Left Behind (Album Version With Fade)” | 3:40    |
| 3. | „Left Behind (Album Version)”           | 4:06    |
|    |                                         | 11:26   |

## Notowania na listach przebojów
Notowania tygodniowe
| Lista (2001)                                            | Pozycja |
| ------------------------------------------------------- | ------- |
| Australia (ARIA)                                        | 97      |
| Stany Zjednoczone (Mainstream Rock Airplay (Billboard)) | 37      |
| Wielka Brytania (UK Singles Chart)                      | 24      |